# رضوان عقيلي
رضوان عقيلي ممثل سوري مخضرم أصله من مدينة حلب متزوج ولديه ولدان ، وقد عمل في مختلف المجالات الدرامية في الإذاعة وعلى المسرح وفي السينما ومثل في كثير من المسلسلات ذات الأنماط المختلفة فمنها البدوي كما في مسلسل آخر الفرسان والتاريخية مثل مسلسل ذي قار والحديثة مثل انتقام الوردة.
رضوان لا يطمح للنجومية بقدر ما يريد أن يقدم دورا إيجابيا وفعالا، وهو أساسا ممثل في المسرح. ورضوان عقيلي من مؤسسي مسرح الشعب بحلب. وبالرغم من أنه شارك في أكثر من عمل بدوي، إلا أنه يعتقد أن هذه المسلسلات تعطي صورة خاطئة عن الإنسان العربي ويطالب بإيقافها. رضوان يحب الأدوار السلبية، كونها أدوار مركبة تظهر إمكانات الممثل 

## أعماله
- البقعة السوداء 2010
- أيام لا تنسى
- حي المزار
- صراع المال
- ذي قار
- ربيع قرطبة
- أنا وعمتي أمينة
- البواسل
- عنترة بن شداد
- أبو كامل
- الطبيبة
- الهشيم
- موكب الإباء
- عز الدين القسام
- آخر الفرسان
- شركاء يتقاسمون الخراب
- حسيبة
- كوم الحجر
- انتقام الوردة
- خالد بن الوليد
- خان الحرير
- أنا وعمتي أمينة
- الحوت
- حرب السنوات الأربع في دور الريس مراد قائد الاسطول الحربي الليبي في عهد يوسف باشا القرمانلي.
- طاحون الشر 2
- كان ياماكان ج1
- طوق البنات
- زمن البرغوت (مسلسل)
- المرابطون والأندلس

## وصلات خارجية
السينما - قاعدة بيانات الأفلام العربية - صفحة رضوان عقيلي